# Rasdroid
Rasdroid je operační systém, který je podobně jako Raspbian určený pro počítače Raspberry Pi. Rasdroid je založen na operačním systému android, ale je optimalizovaný pro vylepšený hardware Raspberry Pi, zejména APU ARM1176JZF-S, který obsahuje vektorový matematický koprocesor a grafický procesor podporující specifikaci OpenGL ES 2.0.